# Saint-Martin-d’Hardinghem
Saint-Martin-d’Hardinghem  (niederländisch: Dardingem) ist eine französische Gemeinde mit 267 (Stand 1. Januar 2022) im Département Pas-de-Calais in der Region Hauts-de-France (vor 2016: Nord-Pas-de-Calais). Sie gehört zum Arrondissement Saint-Omer und zum Kanton Fruges (bis 2015 Kanton Fauquembergues).
Nachbargemeinden von Saint-Martin-d’Hardinghem sind Merck-Saint-Liévin im Norden, Avroult und Dohem im Nordosten, Thiembronne im Westen, Fauquembergues im Süden sowie Audincthun im Südosten.

## Bevölkerungsentwicklung
| Jahr      | 1962 | 1968 | 1975 | 1982 | 1990 | 1999 | 2007 | 2014 |
| Einwohner | 304  | 275  | 270  | 273  | 287  | 304  | 312  | 286  |

## Sehenswürdigkeiten
- Kirche Saint-Martin